# هیپیاس (حاکم آتن)
هیپیاس (زبان یونانی: Ἱππίας؛ ح. ۵۷۰ قبل از میلاد - ۴۹۰ قبل از میلاد) آخرین حاکم جبار آتن بود که از ۵۲۷ تا ۵۱۰ پیش از میلاد حکومت کرد. او یکی از گروه سه‌نفره مستبدان در تاریخ یونان است که به Peisistratids معروف شدند. ابتدا پیسیستراتوس و سپس پسرش هیپیاس و پس از او پسر نامشروع هیپیاس، هگسیستراتوس. زمانی که کلئومنس یکم، حاکم اسپارت، به آتن حمله کرد و این شهر را شکست داد، هیپیاس گریخت و نزد هخامنشیان پناهنده شد.

## اوایل زندگی
هیپیاس در حدود سال ۵۷۰ قبل از میلاد به عنوان پسر ارشد پیسیستراتوس، اولین حاکم جابرِ آتن به دنیا آمد. هنگامی که پدرش پس از توهین به مگاکلس و تجاوز به دخترش، مجبور به فرار به ارتریا شد، با پسرانش مشورت کرد و هیپیاس پیشنهاد داد که آنها باید حکومت خود بر آتن را پس بگیرند؛ لذا برای سومین بار در سال ۵۴۶ قبل از میلاد حکومت به دست این خاندان افتاد.

## حاکم جابرِ آتن

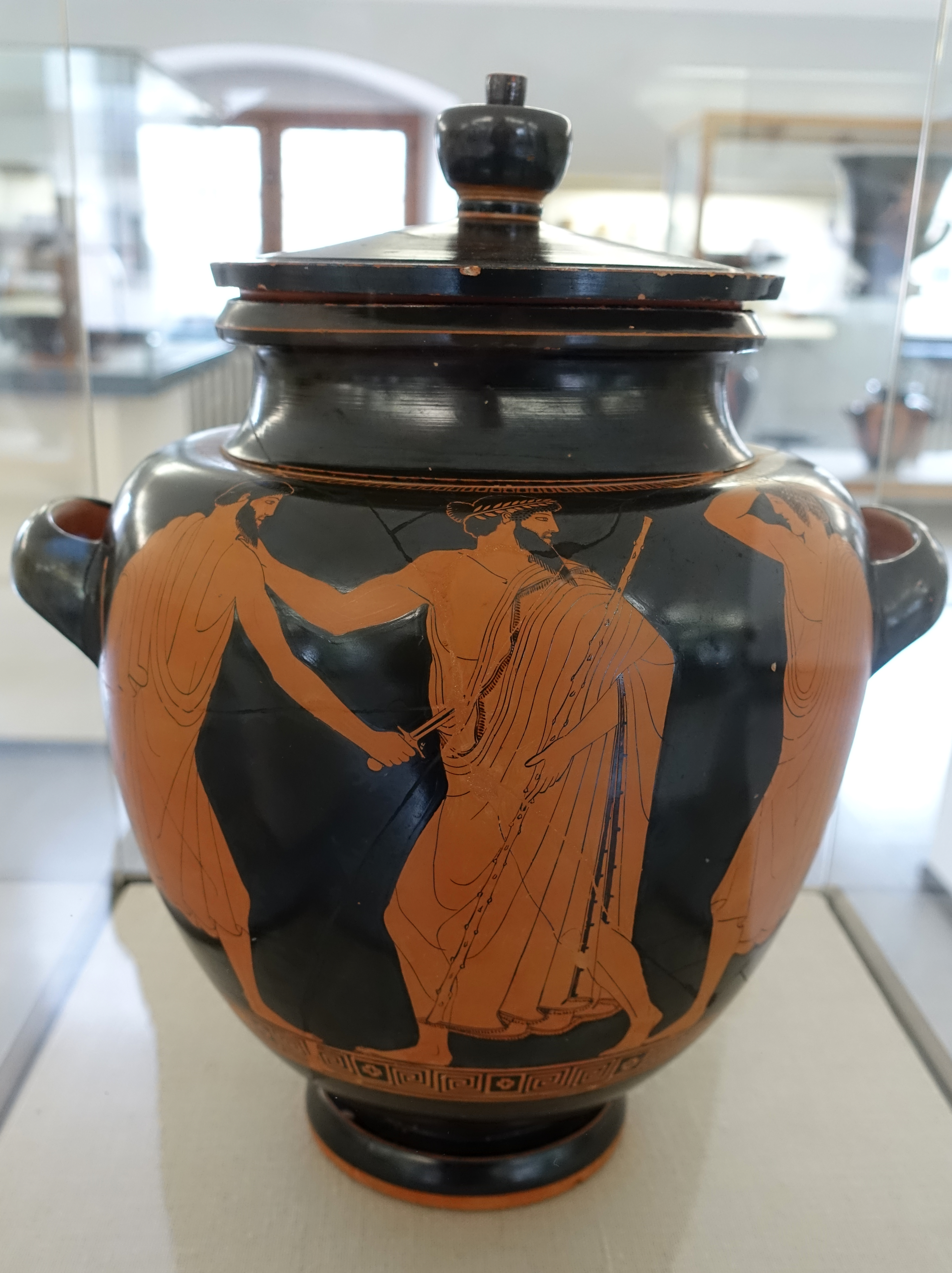
مرگ هیپارخوس ظالم، توسط نقاش سیریسکو، ۴۷۵–۴۷۰ قبل از میلاد

هیپیاس در سال ۵۲۸/۷ قبل از میلاد، هنگامی که پدرش در سن بالا درگذشت، جانشین او شد و حکومتی مستبدانه برقرار کرد که حکومتِ جابرانه نامیده می‌شود. هیپیاس حامی شاعران و صنعتگران بود و تحت حکومت او آتن دوران شکوفایی را تجربه کرد.
برادرش هیپارخوس، که احتمالاً به‌طور مشترک با او حکومت می‌کرد، در سال ۵۱۴ قبل از میلاد در خلال بازی‌های پاناتنایک توسط هارمودیوس و آریستوگیتون به قتل رسید. آریستوگیتون از پیشروی‌های هیپارخوس به سمت هارمودیوس خشمگین بود و با گروه کوچکی از همدستانش قصد کشتن هیپارخوس و برادرش را داشت. وقتی نقشه شکست خورد و فقط هیپارخوس کشته شد، گروه مهاجم توسط سربازان هیپیاس دستگیر شدند. اینچنین هیپیاس دستور داد آریستوگیتون را پس از شکنجه اعدام کردند در حالی که هارمودیوس در جا کشته شد. گفته می‌شود که هیپیاس پس از آن بر خلاف پدرش که در اعمال قدرت میانه‌روی می‌کرد، طی چهار سال آینده به حاکمی خشن و خونریز بدل شد. هیپیاس شروع به اعدام تعداد زیادی از شهروندان، تبعید برخی دیگر و وضع مالیات‌های سنگین کرد. ظلم او به زودی باعث ایجاد ناآرامی در میان رعایا شد و قبیله آلکمئونید، که قبلاً در آتن حکومت می‌کردند، همراه با سایر تبعیدیان تلاش کردند تا آتن را با قوهٔ قهریه از دست هیپیاس آزاد کنند. هنگامی که شکست‌های او آغاز شد، به دنبال حمایت نظامی از ایرانیان گشت. او موفق شد با ازدواج دخترش آرشیدیس با آیانتیدس پسر هیپوکلوس، جابر شهر لامپساکوس، اتحاد تشکیل دهد. این رابطه با هیپوکلوس به تسهیل دسترسی هیپیاس به دربار داریوش در شوش کمک کرد.
خانواده آلکمئونید در آتن که توسط خاندان هیپیاس در سال ۵۴۶ قبل از میلاد تبعید شده بودند، نگران اتحاد هیپیاس با طبقه حاکم ایرانی بودند و شروع به برنامه‌ریزی برای خلع او کردند. کلئیستنس، یک آلکمئونیدی که قبل از تبعید در سال ۵۲۵/۴ قبل از میلاد به عنوان آرخون خدمت کرده بود، به کاهن پیتیایی دلفی رشوه داد تا به اسپارت‌ها پیغام برساند که باید به آزادی آتنی‌ها کمک کنند. کلئومنس اول (حاکم اسپارت) پس از یک حمله نافرجام، در سال ۵۱۰ قبل از میلاد توانست آتن را فتح کند و هیپیاس را در آکروپولیس به دام انداخت. اسپارتی‌ها همچنین کودکان خانواده سلطنتی هیپیاس را گروگان گرفتند و هیپیاس را مجبور کردند که آتن را ترک کند تا کودکان گروگان را سالم برگردانند. سپس قدرت شهر به قضات آتنی واگذار شد و بدین ترتیب دورهٔ موسوم به دموکراسی آتن آغاز شد. به هیپیاس مخلوع گذری امن دادند که به سیگئوم برود و او از آنجا نزد لامپساکوس و سپس به داریوش شاهنشاه ایران سفر کرد و در دربار آنان ماند.

## تلاش برای بازگشت
اسپارتی‌ها بعداً به این نتیجه رسیدند که آتن آزاد و دموکراتیک برای قدرت اسپارت خطرناک است و اگر آتن تحت یک حکومت استبدادی باشد، ضعیف‌تر می‌شود و کنترل آن آسان‌تر خواهد بود. سپس اسپارت‌ها تلاش کردند تا هیپیاس را از ایران فراخوانده و استبداد را دوباره برقرار کنند. هیپیاس وارد شد، اما به زودی یک بار دیگر مجبور به تبعید شد، زیرا کورینتیان و سایر متحدان اسپارتی نمی‌خواستند بر هیچ‌یک از شهرهای یونان حکومتی جابرانه تحمیل شود. هنگامی که هیپیاس در راه بازگشت بود، حکومت بر شهرهای Anthemous و Iolkos به او پیشنهاد شد، اما او آنها را رد کرد و به جای آن از ورودی هلسپونت، به سیگئوم رفت. او در آنجا پسر نامشروع خود، هگسیستراتوس را به عنوان جابر شهر سیژیون قرار داد. هیپیاس به آسیا بازگشت و در آنجا نزد آرتافرنه، فرماندار ساردیس، از آتنی‌ها شکوه و شکایت کرد. با این حال، آتنی‌ها به نیات هیپیاس پی بردند و نامه‌ای به ساردیس فرستادند تا ایرانیان را از شنیدن سخنان تبعیدیان آتن منصرف کنند، اما ایرانی‌ها تهدید کردند که در صورت عدم پذیرش بازگشت هیپیاس، به آتن حمله خواهند کرد. با این وجود، آتنیان ترجیح دادند علیرغم خطر حمله ایران، دمکراتیک باقی بمانند و از تبعیت خودداری کردند.

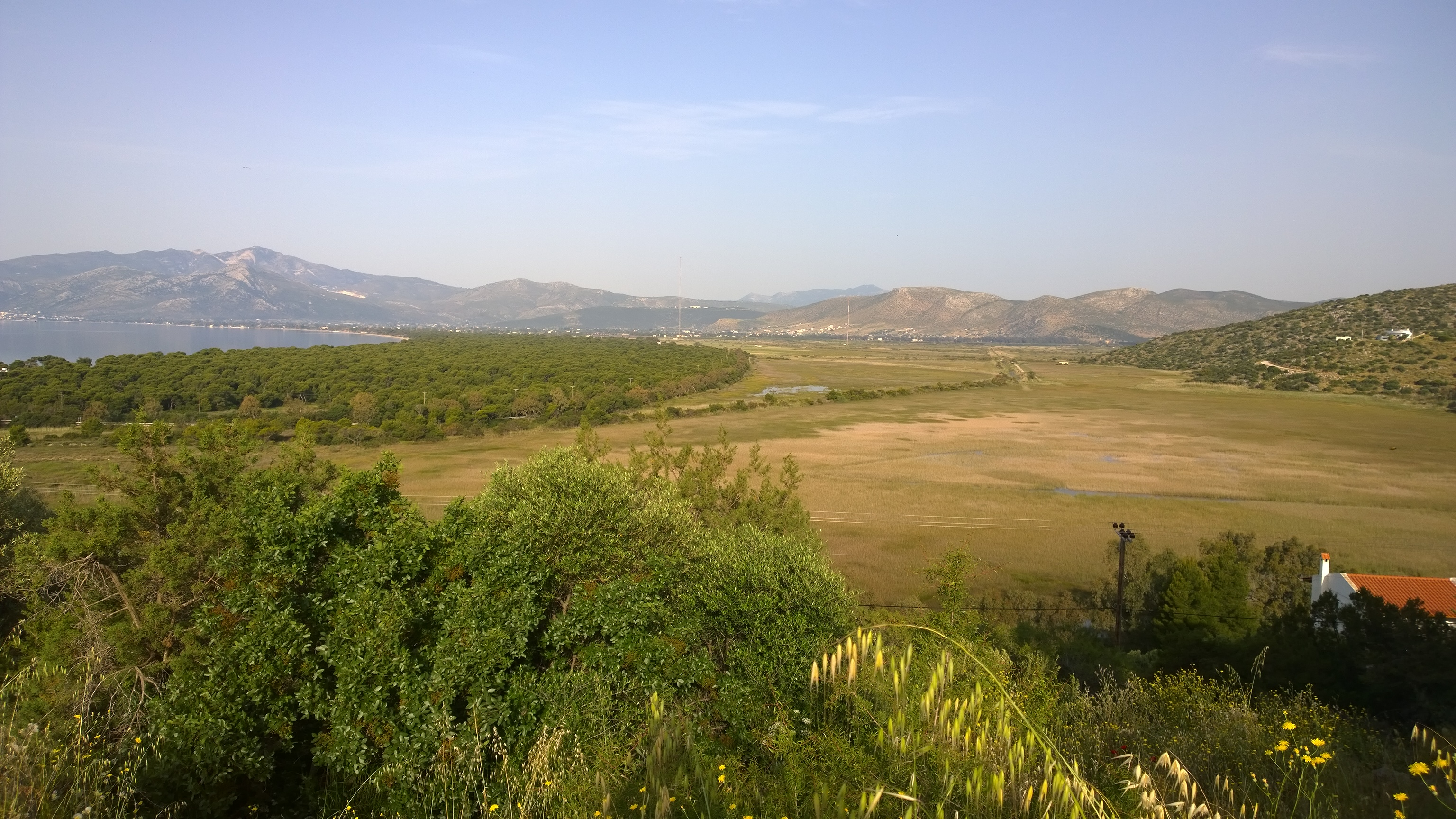
دشت ماراتون

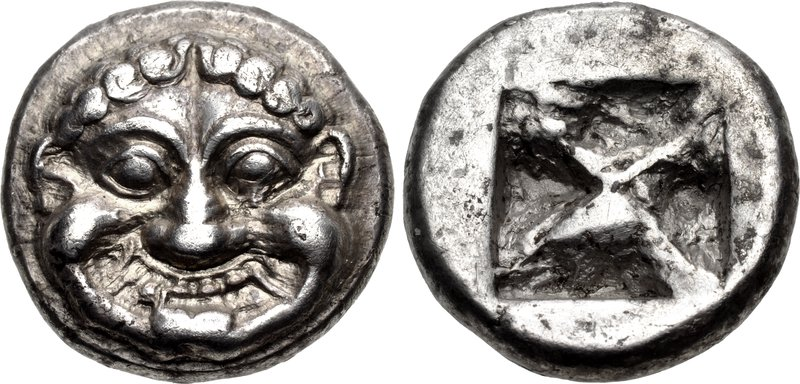
ضرب سکه آتن در زمان هیپیاس. نمای: گورگونیون باستانی. پشت: مربع منقوش. ح. ۵۴۵–۵۲۵ قبل از میلاد

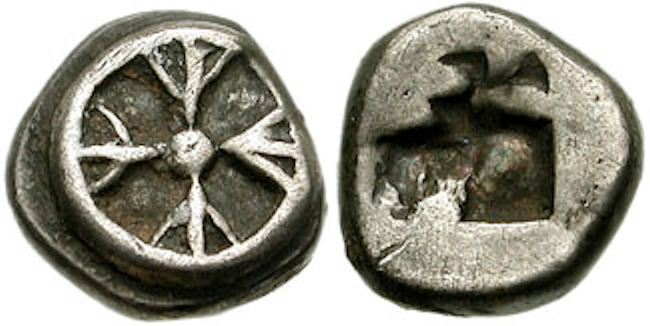
ضرب سکه آتن در زمان هیپیاس. چرخ چهار پره / مربع منقوش با تقسیم مورب. حدود ۵۴۵–۵۱۰ قبل از میلاد

بلافاصله پس از این، شورش ایونی آغاز شد. در سال ۴۹۴ قبل از میلاد شورش سرکوب شد، اما داریوش اول هخامنشی قصد داشت آتن را به دلیل نقشش در شورش، مجازات کند. در ۴۹۰ قبل از میلاد هیپیاس که هنوز در خدمت ایرانیان بود، داریوش را تشویق کرد که به یونان حمله کند و به آتن یورش برد. هنگامی که داریوش لشکرکشی را آغاز کرد، هیپیاس در ناوگان ایرانی بود و دشتِ ماراتون را به عنوان محلی که باید تهاجم ایرانیان به آتیکا آغاز شود، پیشنهاد کرد؛ زیرا مناسب‌ترین مکان برای سواره نظام بود. به گفته هرودوت، شب قبل از رسیدن ناوگان ایرانی به آتیکا، هیپیاس در خواب دید که با مادر خود رابطه جنسی دارد، خوابی که او را بسیار تشویق کرد، زیرا او این را به فال نیک گرفت که سرزمین مادری خود را بازپس می‌گیرد و پس از آن خواهد مُرد. اما وقتی پا به خاک یونان گذاشت، پس از اینکه هیپیاس هنگام هدایت نیروها دچار سرفه و عطسه شد، یکی از دندان‌هایش که به دلیل کهولت سن لق شده بود، روی شن‌های ساحل افتاد. اگرچه او دیوانه‌وار به دنبال دندان بود، اما نتوانست آن را بیابد. او معتقد بود که این اتفاق تعبیر خوابش را تغییر می‌دهد و دیگر نخواهد توانست به حکومت برسد. در سوی دیگر، بسیاری از آتنی‌ها متقاعد شدند که به نبرد بپیوندند زیرا می‌دانستند پذیرش صلح یا شکست در برابر هخامنشیان به معنای بازگشت دولت جابر هیپیاس است.
گفته می‌شود که هیپیاس در سفر بازگشت از نبرد ماراتون در لیمنوس درگذشت.

## میراث
هیپیاس از میرین، دختر کالیاس پسر هیپرکیدس، پنج پسر داشت. همه پسران او در سال ۴۸۰ قبل از میلاد به ارتش مهاجم ایرانی خشایارشا پیوستند. اما هیچگاه این خاندان مجدداً در آتن به قدرت نرسیدند.